# フィンランドはどこですか?
『フィンランドはどこですか?』は、2007年11月7日に発売された谷山浩子の通算34作目のアルバムである。
谷山浩子のデビュー35周年を記念して製作された。

## 解説
「放課後」「タイタニア 恋をしよう」では1984年のアルバム『水の中のライオン』以来、23年ぶりに橋本一子が編曲で参加した。「雪虫 Whisper」では中島みゆきが作詞を担当した。
「フィンランド」はモンティ・パイソンのカバー曲。「きみのそばにいる」ではゲストボーカルに小室等を迎え、デュエットを披露した。「まもるくん」ではコーラスに相曽晴日、岩男潤子が参加。「終電座」ではコーラスに陰陽座、橋本一子、金子森、平川瑞穂などが参加した。

## 収録曲
| 曲名                  | 作詞               | 作曲               | 編曲             | 備考                     |
| --------------------- | ------------------ | ------------------ | ---------------- | ------------------------ |
| フィンランド          | マイケル・ペイリン | マイケル・ペイリン | 石井AQ・谷山浩子 | 日本語詞：谷山浩子       |
| 図書館はどこですか?   | 谷山浩子           | 谷山浩子           | 石井AQ・谷山浩子 |                          |
| 放課後                | 谷山浩子           | 谷山浩子           | 橋本一子         |                          |
| 人魚は歩けない        | 谷山浩子           | 谷山浩子           | 石井AQ・谷山浩子 |                          |
| まもるくん            | 谷山浩子           | 谷山浩子           | 石井AQ・谷山浩子 |                          |
| きみのそばにいる      | 谷山浩子           | 谷山浩子           | 小室等           | 小室等とのデュエット曲。 |
| タイタニア 恋をしよう | 谷山浩子           | 谷山浩子           | 橋本一子         |                          |
| きれいな石の恋人      | 谷山浩子           | 谷山浩子           | 石井AQ・谷山浩子 |                          |
| 終電座                | 谷山浩子           | 谷山浩子           | 石井AQ・谷山浩子 |                          |
| 雪虫 Whisper          | 中島みゆき         | 谷山浩子           | 石井AQ・谷山浩子 |                          |